# يرغيت (كتان)
يرغيت هو دُوَّار يقع بجماعة زيتون، إقليم تطوان، جهة طنجة تطوان الحسيمة في المملكة المغربية. ينتمي الدوّار لمشيخة كتان التي تضم 8 دواوير. يقدر عدد سكانه بـ 647 نسمة حسب الإحصاء الرسمي للسكان والسكنى لسنة 2004.

## روابط خارجية
- البوابة الوطنية للجماعات الترابية
- المندوبية السامية للتخطيط